# 石园镇
石园镇，是中华人民共和国新疆维吾尔自治区喀什地区疏附县下辖的一个乡镇级行政单位。原为萨依巴格乡，2023年撤乡设镇，改名为石园镇。行政区划代码改为653121104。 

## 行政区划
石园镇下辖以下地区：
帕希希村、阿亚格喀帕村、尤喀克喀帕村、托盖萨克村、阔勒其村、库普色额村、肖尔村、喀萨克拉村、尤喀克恰热克村、科克其村、阿克提其村、却云其村、古勒曲曼村、阿亚克恰热克村、托万克霍依拉村和萨依巴格村。